# باناتسکا سوبوتیتسا
باناتسکا سوبوتیتسا (به صربی: Banatska Subotica) یک روستا در صربستان است که در Bela Crkva municipality واقع شده‌است. باناتسکا سوبوتیتسا ۲۰۰ نفر جمعیت دارد و ۸۰ متر بالاتر از سطح دریا واقع شده‌است.